# Yangwang

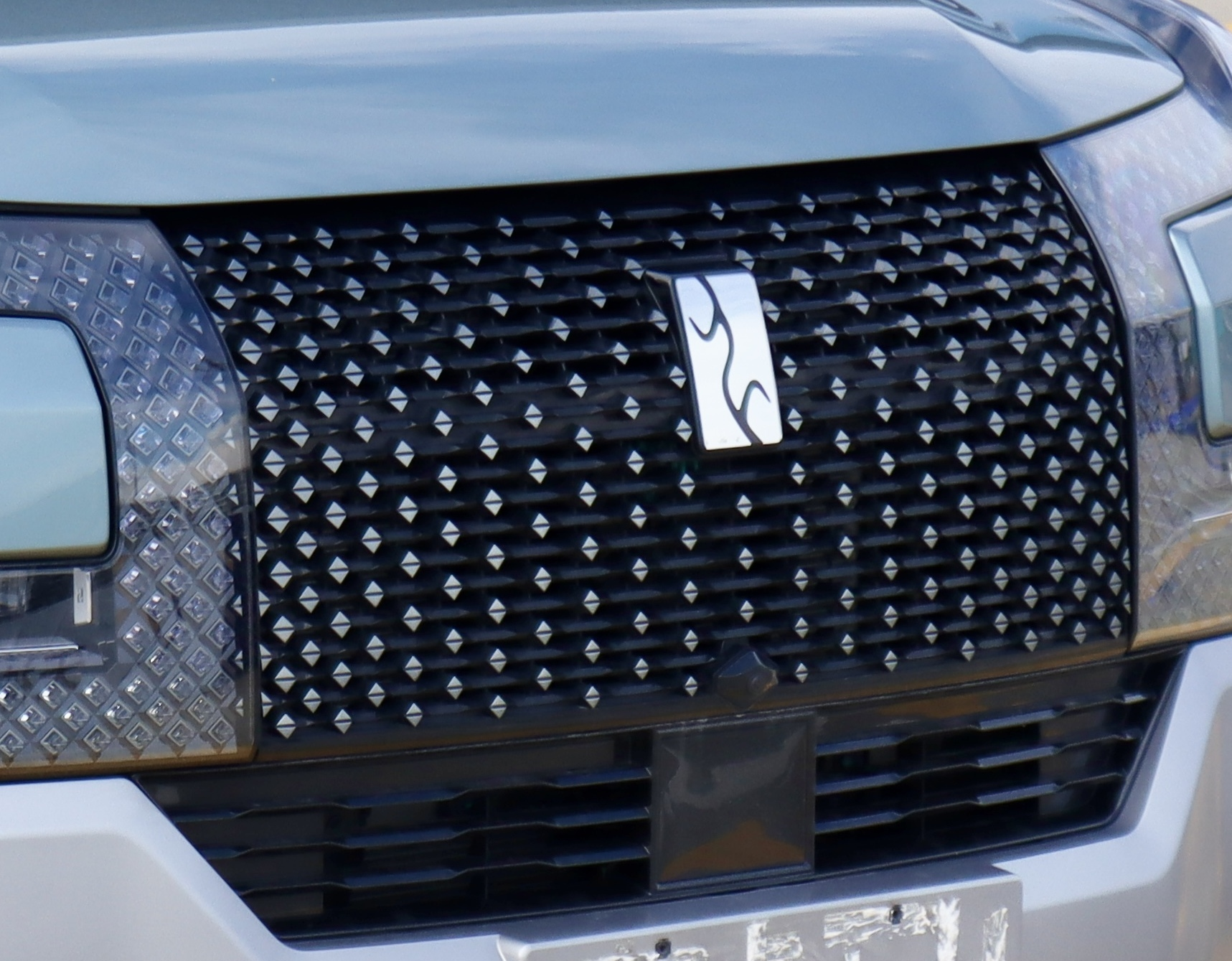
Yangwang-Logo (an einem Yangwang U8)

Yangwang ist eine chinesische Marke für Luxus-Elektroautos im Besitz von BYD Auto und wird von Shenzhen Yangwang Auto Sales Co., Ltd. vermarktet. Die Marke wurde im Januar 2023 eingeführt. Auf dem chinesischen Markt kosten Yangwang-Fahrzeuge um 1.000.000 CN¥ (120.194 Euro). Yangwang steht damit im Wettbewerb mit europäischen Luxusmarken.

## Geschichte
Im November 2022 kündigte das chinesische Unternehmen BYD Auto die Erweiterung seines Portfolios um eine zweite Marke, Yangwang, an, deren Name vom chinesischen Wort für den Ausdruck „nachschlagen“ abgeleitet ist. Einen Monat später wurde ein Logo vorgestellt, das ein Blitzsymbol auf einem vertikalen Rechteck in einem Stil platzierte, der an die antiken chinesische Schriftzeichen auf Orakelknochen erinnert. Die offizielle Premiere der Marke Yangwang fand Anfang Januar 2023 statt, als das Unternehmen seinen Marktauftritt mit einer parallelen Präsentation seiner ersten beiden Fahrzeuge eröffnete. Sowohl Yangwang U8 als auch Yangwang U9 haben einzeln angetriebene Räder, deren Steuerung wie bei einer Panzerlenkung das Drehen des Fahrzeugs auf der Stelle erlaubt.
Das erste Modell, der große SUV U8 wurde auf den chinesischen Inlandsmarkt beschränkt. Die Vorbestellungen für das Fahrzeug starteten im April 2023. Der U8 kann nicht nur auf der Stelle wenden, sondern auch für bis zu 30 Minuten in Wasser schwimmen und sich mit einer Geschwindigkeit von bis zu 3 km/h fortbewegen. Die Serienproduktion im BYD-Werk in Xi’an begann im November 2023, die ersten Einheiten wurden noch im selben Monat an Kunden ausgeliefert. Im April 2025 wurde eine Langversion vorgestellt.
Als zweites Modell kam der Sportwagen U9 im Februar 2024 zu einem Preis von etwa 219.000 Euro (über 1,6 Millionen Yuan) in den Handel.
Im März 2025 erweiterte Yangwang seine Modellpalette um ein drittes Modell, die Luxus-Limousine U7, welche im Januar 2024 vorgestellt wurde.

## Vermarktung

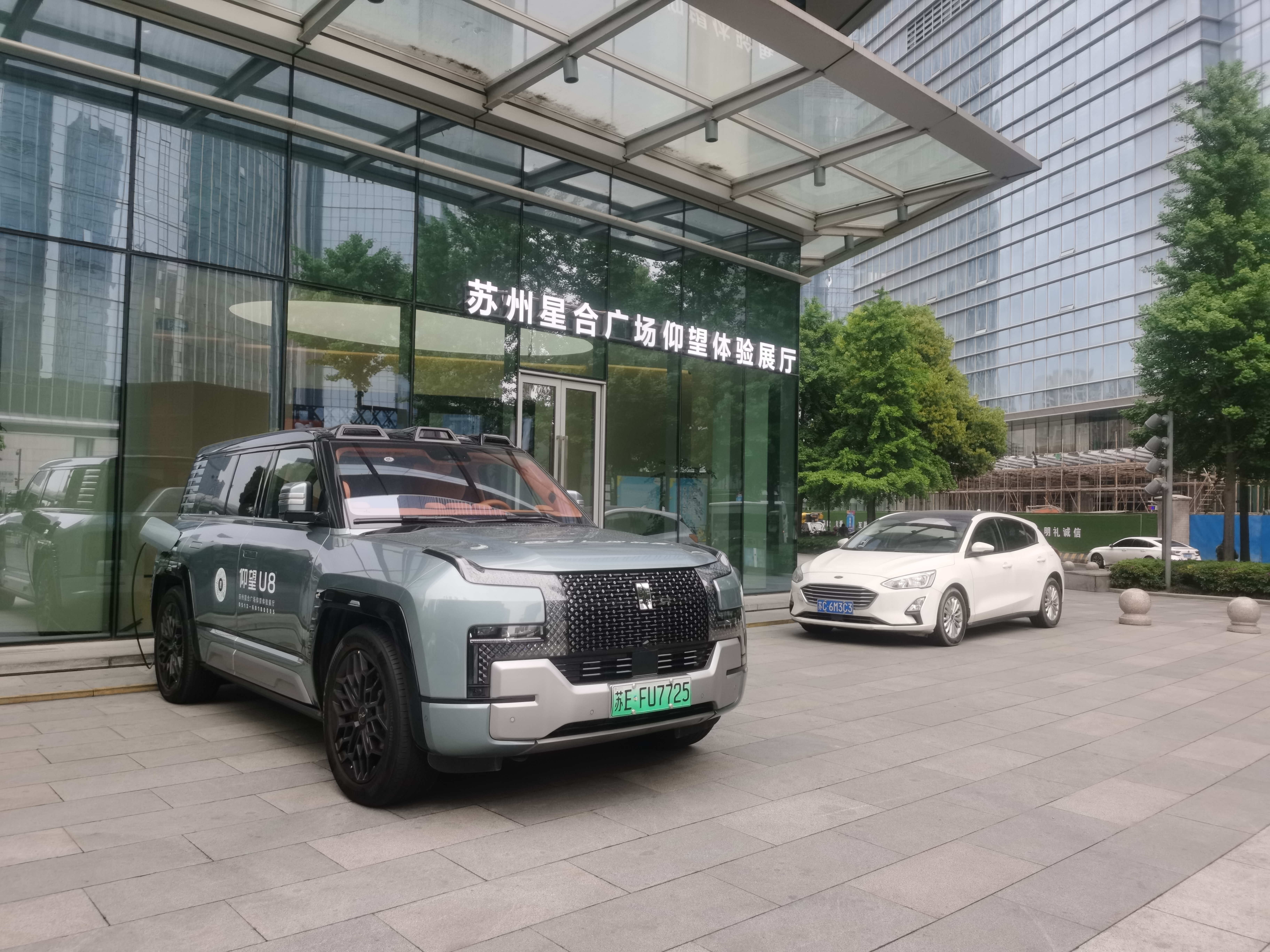
Ein Yangwang-Showroom in Suzhou

Yangwang eröffnete am 27. September 2023 seinen ersten Showroom in Shanghai, gegenüber dem Oriental Pearl Tower. Im Oktober 2023 waren 60 Yangwang-Showrooms im Bau, und das Unternehmen plant, bis Ende 2023 in China 90 Geschäfte in 40 Städten zu eröffnen. Ähnlich wie Tesla in China hat BYD die Eröffnung von Yangwang-Showrooms als ersten Versuch umgesetzt, Yangwang-Produkte über das Direktverkaufsmodell zu vertreiben.

## Modelle
Alle Modelle basieren auf der sogenannten e4-Plattform.
- Yangwang U7 – batterieelektrische Luxuslimousine mit 960 kW (1.305 PS) Leistung (seit März 2025)[14]
- Yangwang U8 – elektrisches geländegängiges SUV mit Reichweitenverlängerer (seit Oktober 2023)[15]
- Yangwang U9 – batterieelektrischer Supersportwagen mit 960 kW (1.305 PS) Leistung (seit April 2024)[16]

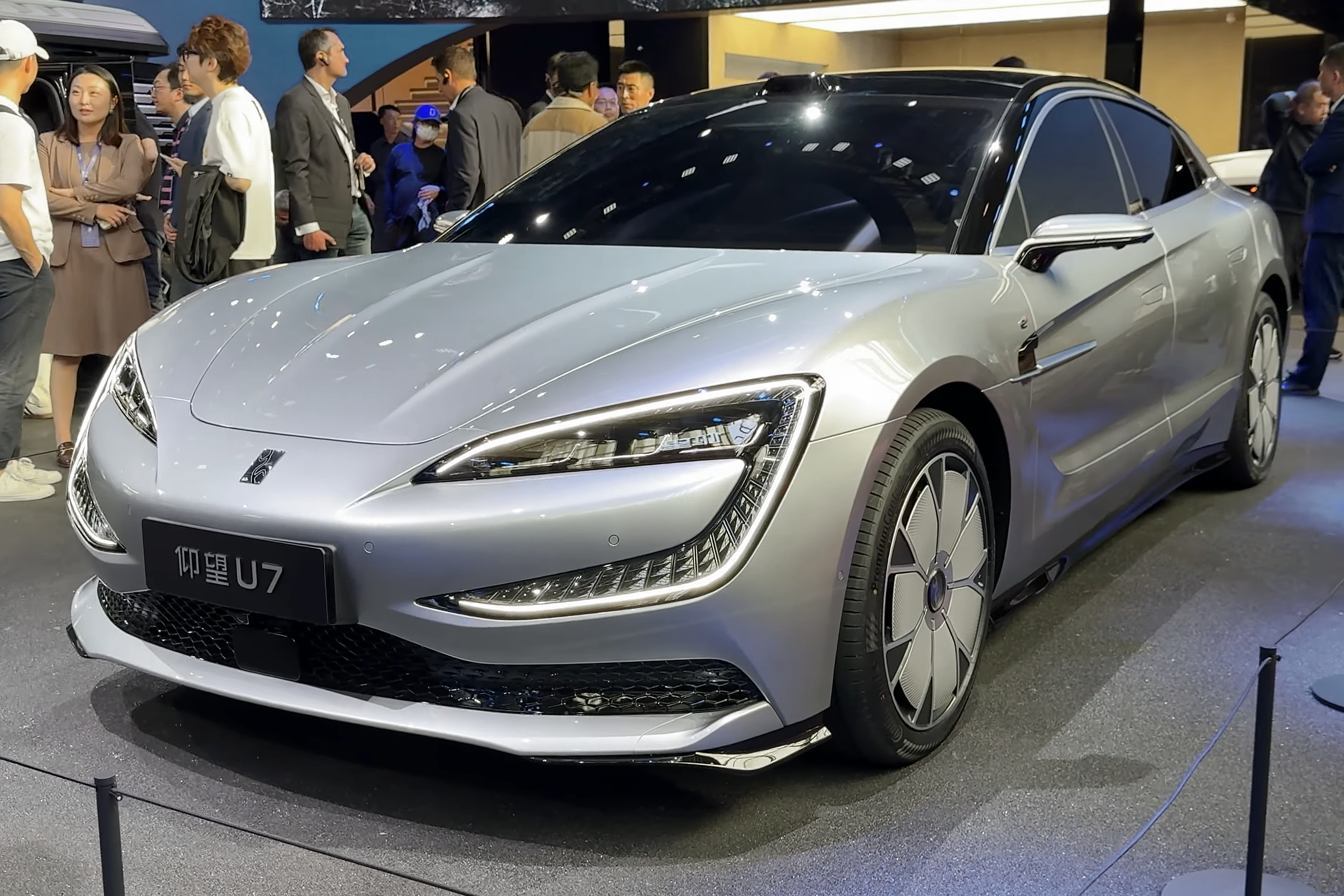
Yangwang U7
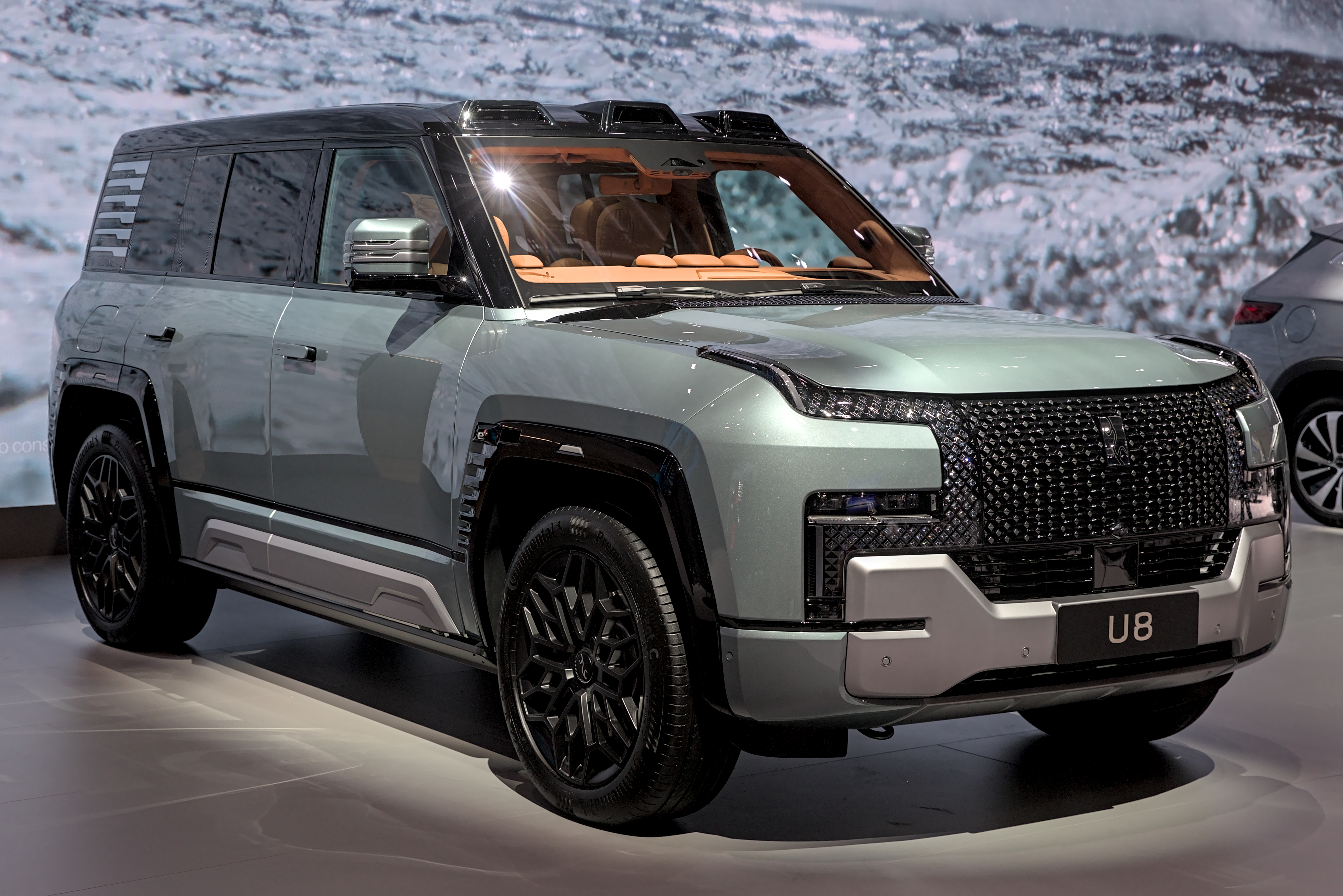
Yangwang U8
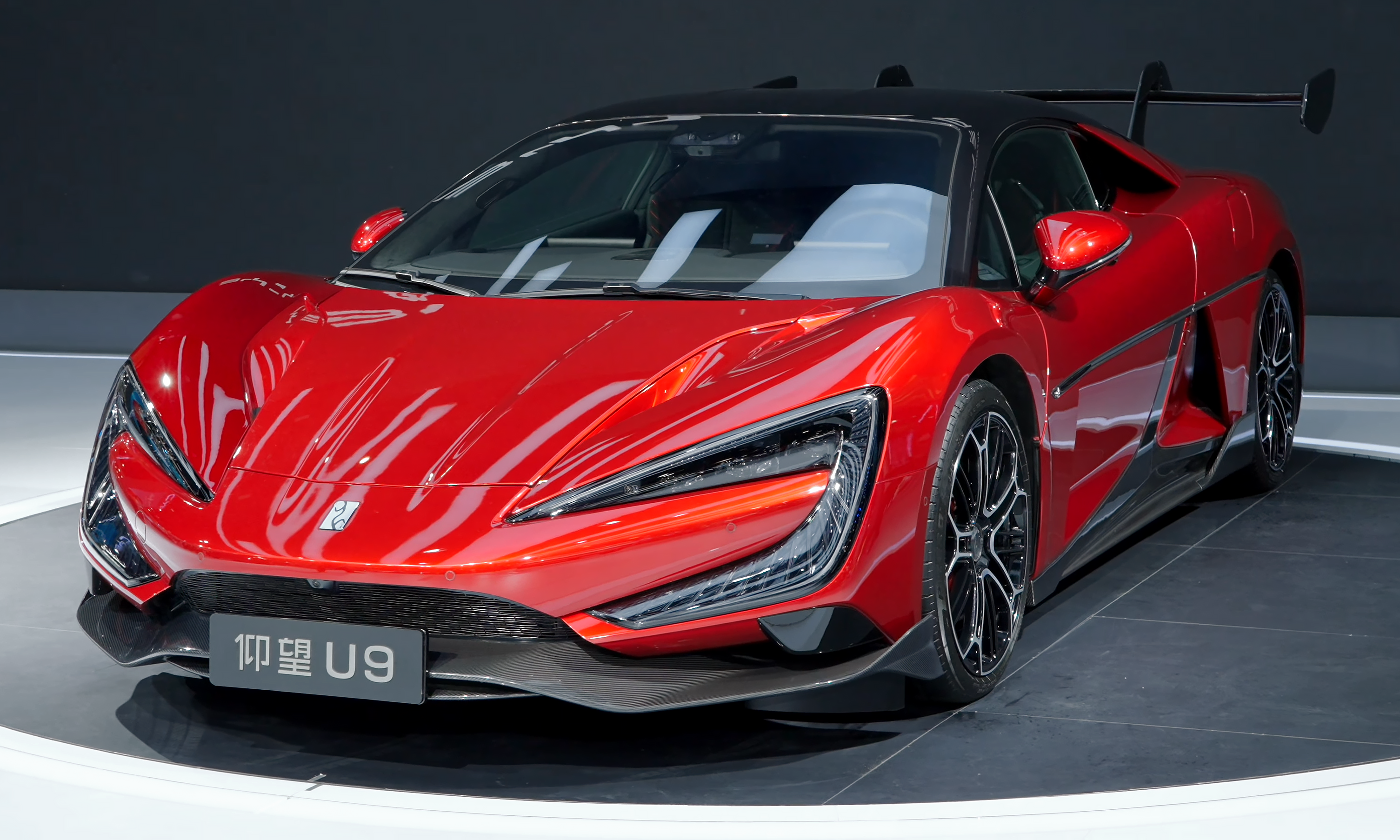
Yangwang U9